# Povijesni centar Pule
Povijesni centar Pule ili Stari grad Pula čini zaštićenu urbanističku cjelinu koja obuhvaća najjužu gradsku jezgru Pule, tj. područje centralnog gradskog brežuljka Kaštela. Granice povijesnoga centra podudaraju se s granicama grada do sredine 19. stoljeća i obuhvaćaju područje unutar nekadašnjih gradskih bedema. U Registru spomenika kulture područje obuhvata nešto je šire i obuhvaća prostor omeđen sljedećim ulicama: Rivom, Flaciusovom, Dobrilinom i Laginjinom ulicom, Portaratom, Giardinima, Istarskom ulicom, Nimfejom, Flavijevskom ulicom, te Ulicom starih statuta. Ova zaštićena urbanistička cjelina grada Pule obuhvaća zaštićenu povijesnu jezgru Pule i zonu zaštite oko Amfiteatra (omeđena Scalierovom ulicom, Ozad Arene i Faverijskom ulicom). Ovo područje administrativno pripada najvećim dijelom mjesnom odboru Starom gradu, čiji je opseg nešto veći, i Areni.
Povijesni centar Pule sadrži tri tisuće godina neprekinutu povijest čovjekova naseljavanja ovog prostora. Na relativno malome prostoru moguće je doživjeti čitavu prošlost od najstarijih prapovijesnih slojeva koji ocrtavaju obrise prve histarske gradine oko Kaštela, preko sačuvanih mnogih antičkih spomenika, ali i jedinstvenog antičkog rastera ulica, zatim bizantske i franačke ostavštine, perioda slobodne komune, akvilejskog patronata, nekoliko stoljeća dugog mletačkog utjecaja, te burnih posljednjih dvjestotinjak godina kada su se nakon pada Mletačke Republike smjenjivale vlasti Carevine Austrije, Napoleonove Francuske, ponovo Austrije, pa Kraljevine Italije, kratkotrajnog njemačkog perioda, zatim Jugoslavije i konačno Hrvatske. Tragovi svih vlasti koje su kroz povijest vladale ovim prostorom zrcale se i u povijesnom centru Pule.

## Znamenitosti

### Antički period
- Herkulova vrata
- Dvojna vrata
- Malo rimsko kazalište
- Forum s kompleksom hramova (Augustov hram sačuvan u izvornom obliku)
- Slavoluk Sergijevaca
- gradski bedemi
- mozaik Kažnjavanje Dirke
- Katedrala

### Bizantski period
- kapela svete Marije Formoze

### Mletački period
- samostan i crkva sv. Franje u Puli
- Komunalna palača
- Kaštel
- pravoslavna crkva sv. Nikole

### Austrijski period
- Pomorski arsenal
- Stožerna zgrada (Komanda)
- podzemni tuneli
- Giardini
- Portarata
- Riva

### Talijanski period
- Palača pošte

### Njemački period
- Park grada Graza

### Jugoslavenski period
- Telefonsko-telegrafski centar

## Više informacija
- Povijest Pule